# Sporavtryck

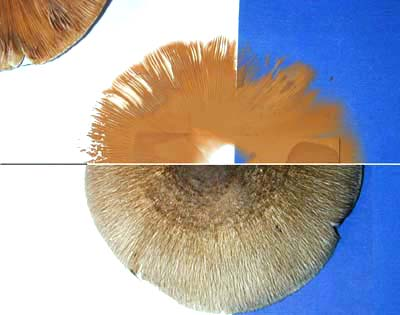
Bildens övre halva visar sporavtrycket.

Sporavtryck är att under kontrollerade former låta sporer från en svamp falla på ett särskilt papper så att sporernas färg kan bedömas. Sporavtrycket kan användas som verktyg för att bestämma vissa svampars släktes- eller arttillhörighet.
Sporavtryck görs vanligen genom att svampens hatt placeras på papper och lämnas en tid. Svampen torkar då något och släpper lättare ifrån sig sporerna som ligger kvar på papperet när svamphatten avlägsnas.